# Transpiración vegetal

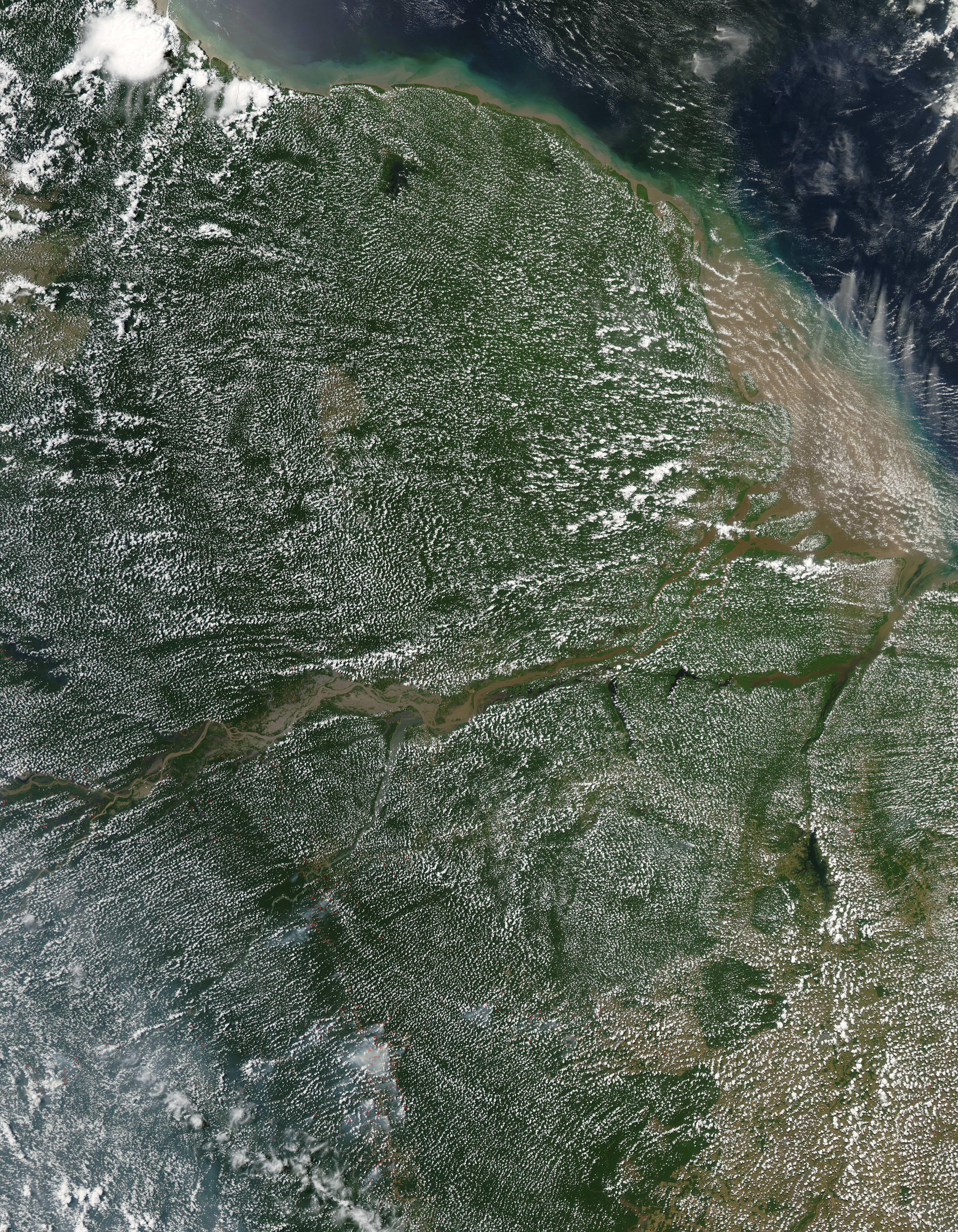
Las nubes, como las que se ven en esta imagen aérea de la selva amazónica, son el resultado de la transpiración de las plantas.

La transpiración vegetal consiste en la pérdida de agua en forma de vapor que se produce en las plantas. A las hojas de estas llega gran cantidad de agua absorbida por las raíces, pero solo una pequeña parte se utiliza en la fotosíntesis. Su principal función es eliminar en forma de vapor el agua que no es utilizada por las plantas. Además, con la transpiración del agua se permite el enfriamiento de la planta, debido al elevado calor de vaporización del agua que para evaporarse necesita consumir muchas calorías.
Normalmente es muy difícil distinguir la transpiración de la evaporación proveniente del suelo por lo que al fenómeno completo se le denomina "evapotranspiración", siendo este un parámetro importante en el diseño de los regadíos utilizando las técnicas de regadío apropiadas.

## Proceso
Con el desarrollo de las raíces, hojas y los sistemas conductores (xilema y floema), las plantas solucionaron problemas básicos de un organismo pluricelular fotosintético de vida terrestre, al poder captar el agua junto con el alimento y repartirlos a todas las células del vegetal. El sistema xilema, transporta agua e iones desde las raíces hasta el resto de la planta. El otro sistema, floema, transporta sacarosa en solución y otros productos de la fotosíntesis desde las hojas hacia las células no fotosintéticas de la planta.
El proceso de transpiración del suelo influye directamente en las plantas, produce la presión que empuja al agua hacia arriba, a todas las células de la planta. Este proceso continúa hacia las raíces, donde el agua en los espacios extracelulares que rodean al xilema es empujada hacia adentro por las perforaciones de las paredes de los elementos de los vasos y las traqueidas. Este movimiento del agua hacia arriba y hacia adentro finalmente causa que el agua presente en el suelo se mueva hacia el cilindro vascular por ósmosis a través de las células endodérmicas. La fuerza generada por la evaporación del agua desde las hojas, transmitida hacia abajo por el xilema hacia las raíces, es tan fuerte que puede absorber agua de los suelos bastantes secos. 
La transpiración tiene efectos positivos y negativos. Los positivos le proporcionan la energía capaz de transportar agua, minerales y nutrientes a las hojas en la parte superior de la planta. Los negativos son la mayor fuente de pérdida de agua, pérdida que puede amenazar la supervivencia de la planta, especialmente en climas muy secos y calientes.
Casi toda el agua se transpira por los estomas de las hojas y del tallo, por lo tanto una planta al abrir y cerrar sus estomas debe lograr un equilibrio entre la absorción de dióxido de carbono para la fotosíntesis y la pérdida de agua de la transpiración. El flujo de agua es unidireccional desde la raíz hasta el brote porque solo este puede transpirar. 
Una planta requiere para subsistir mayor cantidad de agua que un animal de peso semejante. Además la planta debe absorber los nutrientes y las sales minerales del agua. En un animal, la mayor parte del agua se retiene en el cuerpo y se recicla continuamente. En cambio en una planta, cerca del 90 % del agua que entra por el sistema de raíces se pierde en forma de vapor. A este proceso se le llama transpiración y es consecuencia de que se abran los estomas para captar el dióxido de carbono para efectuar la fotosíntesis. 
Cuando el CO2 entra por los estomas a la hoja, esta libera vapor de agua lo que permite la “refrigeración” de la hoja y la captación de agua por las raíces. Debido al gran calor latente de vaporización del agua, la temperatura de la hoja puede ser de 10 a 15 °C menor que la del aire circundante.
Como las células de las raíces y de otras  partes de la planta contienen una concentración mayor que la de los solutos del agua del suelo, entonces el agua entra a las raíces debido al fenómeno de la ósmosis, y a la presión resultante se le llama presión radicular. La apertura y cierre de los estomas están relacionados con el movimiento osmótico del agua. Un estoma está delimitado por dos células oclusivas que abren cuando están turgentes y cierran cuando pierden turgencia por la pérdida de agua. La turgencia la genera el fenómeno de la ósmosis.

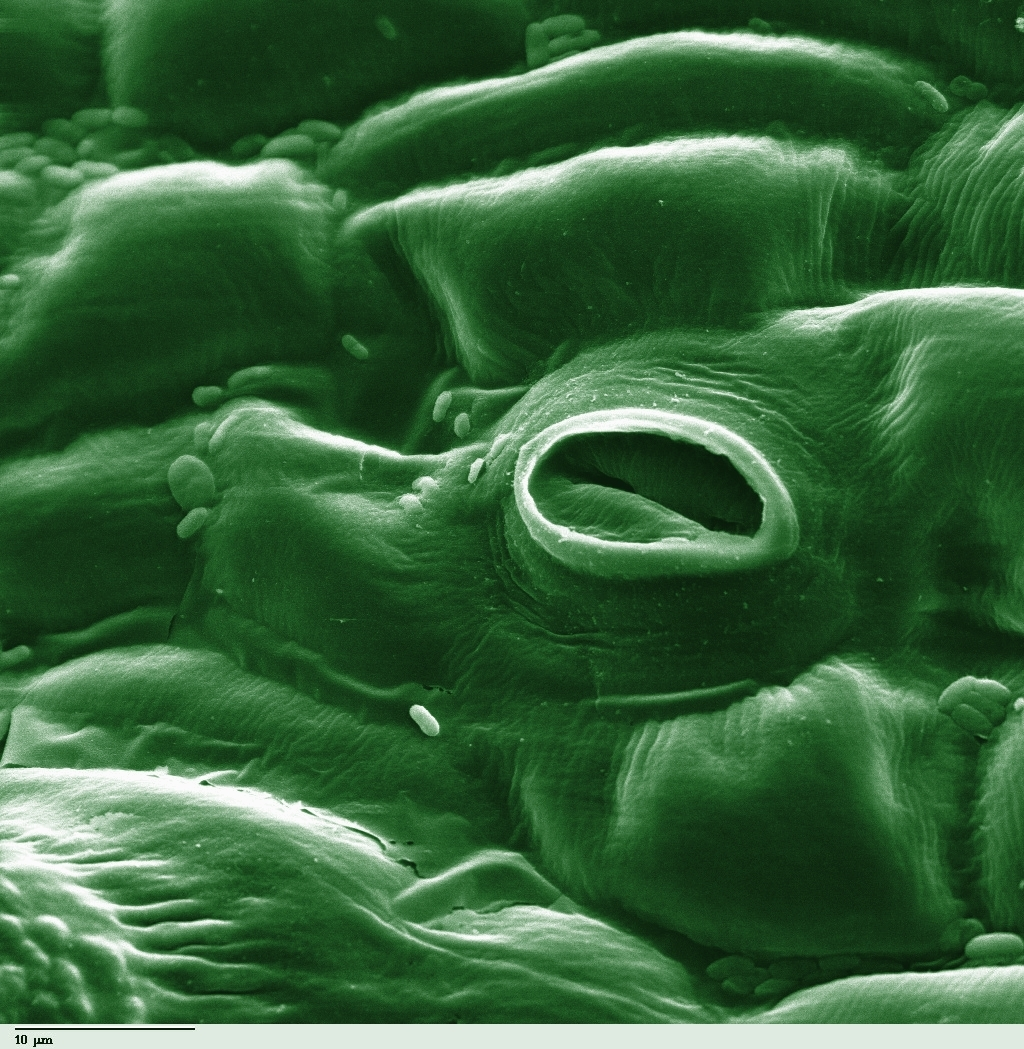
Estoma de una hoja de tomatera (imagen colorizada de un microscopio de electrones).

## Acción capilar
La acción capilar es el proceso por el que un líquido fluye en espacios estrechos sin la ayuda de fuerzas externas como la gravedad, o incluso en oposición a ellas. El efecto puede observarse en el arrastre de líquidos entre los pelos de un pincel, en un tubo fino, en materiales porosos como el papel y el yeso, en algunos materiales no porosos como la arena y la fibra de carbono licuada, o en una célula biológica. Se produce debido a las fuerzas intermoleculares entre el líquido y las superficies sólidas circundantes.

## Regulación
Las plantas regulan la tasa de transpiración controlando el tamaño de las aberturas estomáticas. La tasa de transpiración también se ve influida por la demanda de evaporación de la atmósfera que rodea a la hoja, como la conductancia de la capa límite, la humedad, la temperatura, el viento y la luz solar incidente. Junto con los factores de la superficie, la temperatura y la humedad del suelo pueden influir en la apertura estomática y, por tanto, en la tasa de transpiración. La cantidad de agua que pierde una planta también depende de su tamaño y de la cantidad de agua absorbida por las raíces. La transpiración representa la mayor parte de la pérdida de agua de una planta por las hojas y los tallos jóvenes. La transpiración sirve para enfriar las plantas por evaporación, ya que el agua evaporada arrastra energía calorífica debido a su gran calor latente de vaporización de 2260 kJ por litro.
La cantidad de agua perdida por una planta también depende de su tamaño y de la cantidad de agua absorbida por las raíces. Entre los factores que afectan a la absorción de agua por las raíces se incluyen: el contenido de humedad del suelo, la fertilidad excesiva del suelo o el contenido de sal, los sistemas radiculares poco desarrollados y los afectados por bacterias y hongos patógenos como pythium o rhizoctonia.
| Característica        | Efecto sobre la transpiración |
| --------------------- | --- |
| Número de hojas       | Más hojas (o espinas, u otros órganos fotosintetizadores) significa una mayor superficie y más estomas para el intercambio gaseoso. Esto se traducirá en una mayor pérdida de agua. |
| Número de estomas     | Más estomas proporcionarán más poros para la transpiración. |
| Tamaño de la hoja     | Una hoja con una superficie mayor transpirará más rápido que una hoja con una superficie menor. |
| Presencia de cutícula | Una cutícula cerosa es relativamente impermeable al agua y al vapor de agua y reduce la evaporación de la superficie de la planta excepto a través de los estomas. Una cutícula reflectante reducirá el calentamiento solar y el aumento de temperatura de la hoja, ayudando a reducir la tasa de evaporación. Las diminutas estructuras pilosas llamadas tricomas en la superficie de las hojas también pueden inhibir la pérdida de agua creando un ambiente de alta humedad en la superficie de las hojas. Estos son algunos ejemplos de las adaptaciones de las plantas para la conservación del agua que pueden encontrarse en muchas xerófitas. |
| Suministro de luz     | La tasa de transpiración está controlada por la apertura estomática, y estos pequeños poros se abren especialmente para la fotosíntesis. Aunque hay excepciones a esto (como la fotosíntesis nocturna o CAM), en general, un suministro de luz fomentará la apertura de los estomas. |
| Temperatura           | La temperatura afecta la tasa de transpiración de dos maneras: Un aumento en la tasa de evaporación debido al aumento de la temperatura acelerará la pérdida de agua. 2) La disminución de la humedad relativa fuera de la hoja incrementará el gradiente de potencial hídrico. |
| Humedad relativa      | Un entorno más seco genera un gradiente de potencial de agua más pronunciado, lo que aumenta la tasa de transpiración. |
| Viento                | En aire tranquilo, el agua perdida debido a la transpiración puede acumularse en forma de vapor cerca de la superficie de la hoja. Esto reducirá la tasa de pérdida de agua, ya que el gradiente de potencial de agua de dentro hacia fuera de la hoja será ligeramente menor. El viento sopla gran parte de este vapor de agua cerca de la superficie de la hoja, haciendo que el gradiente de potencial sea más pronunciado y acelerando la difusión de las moléculas de agua hacia el aire circundante. Sin embargo, incluso con viento, puede haber cierta acumulación de vapor de agua en una delgada capa límite de aire en movimiento más lento junto a la superficie de la hoja. Cuanto más fuerte sea el viento, más delgada tiende a ser esta capa, y más pronunciado el gradiente de potencial hídrico. |
| Suministro de agua    | El estrés hídrico causado por un suministro limitado de agua desde el suelo puede resultar en el cierre estomático y reducir las tasas de transpiración. |

## Factores que influyen en el proceso de transpiración

Efecto de la temperatura del ambiente sobre la transpiración en las plantas.

Efecto de la velocidad del viento sobre la transpiración en las plantas.

Efecto de la humedad del ambiente sobre la transpiración en las plantas.

El flujo de agua en la planta durante el proceso de transpiración depende de la anatomía interna de la planta y de las propiedades del agua. 
A medida que se hace más intenso el proceso de transpiración de la planta (el flujo de agua por el xilema es mayor) disminuye la presión del xilema, luego se hace mayor la diferencia entre la presión atmosférica y la presión del xilema lo que favorece el proceso de transpiración.
El movimiento del agua en la planta lo explica la teoría tenso-coheso-transpiratoria, que se basa en las propiedades del agua como el ángulo de enlace formado por los dos enlaces covalentes y su longitud de enlace, la diferencia de electronegatividad entre el oxígeno y el hidrógeno, la formación de puentes de hidrógeno y la polaridad de la molécula de agua, lo que genera las fuerzas de cohesión, adhesión y la presión de vapor del agua.

## Mecanismos de defensa

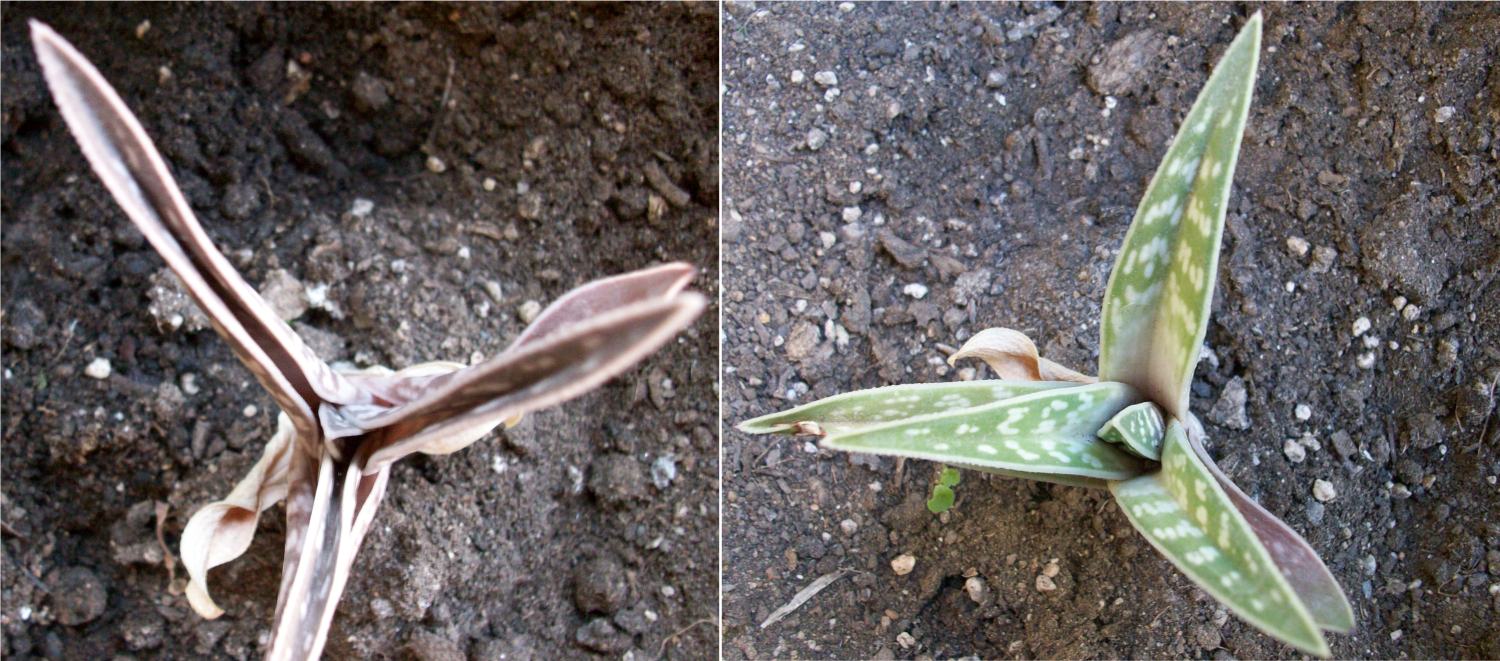
Algunas plantas xerófitas reducen la superficie de sus hojas durante las deficiencias hídricas (izquierda). Si las temperaturas son lo suficientemente bajas y los niveles de agua son adecuados, las hojas se expanden nuevamente (derecha).

Las plantas xerófitas de climas estacionalmente secos, semiáridos o desérticos cuentan con numerosos mecanismos especiales: almacenes de agua en partes carnosas, reducción de densidad de estomas o de superficie de las hojas, recubrimiento de cera, tricomas, secreción de vesículas de aceites esenciales, criptas estomáticas, etc. u otros procesos mucho más elaborados como los involucrados en el Metabolismo ácido de las crasuláceas CAM o C4, todo ello para reducir la pérdida de agua y optimizar la fotosíntesis.

## Cavitación
Para mantener el gradiente de presión necesario para que una planta se mantenga sana, debe captar agua continuamente con sus raíces. Tienen que ser capaces de satisfacer las demandas de agua perdidas por la transpiración. Si una planta es incapaz de aportar suficiente agua para mantenerse en equilibrio con la transpiración se produce un evento conocido como cavitación. La cavitación se produce cuando la planta no puede suministrar a su xilema el agua adecuada, por lo que en lugar de llenarse de agua, el xilema comienza a llenarse de vapor de agua. Estas partículas de vapor de agua se juntan y forman obstrucciones dentro del xilema de la planta. Esto impide que la planta pueda transportar agua por todo su sistema vascular. No existe un patrón aparente de dónde se produce la cavitación en todo el xilema de la planta.  Si no se trata eficazmente, la cavitación puede hacer que una planta alcance su punto de marchitamiento permanente y muera. Por lo tanto, la planta debe tener un método por el cual eliminar este bloqueo de cavitación, o debe crear una nueva conexión de tejido vascular en toda la planta.  La planta lo consigue cerrando sus estomas durante la noche, lo que detiene el flujo de transpiración. Esto permite a las raíces generar más de 0,05 mPa de presión, capaz de destruir la obstrucción y rellenar el xilema con agua, reconectando el sistema vascular. Si una planta no es capaz de generar suficiente presión para erradicar la obstrucción, debe evitar que ésta se extienda mediante el uso de brotes como semillas de pera y, a continuación, crear un nuevo xilema que pueda volver a conectar el sistema vascular de la planta.
Los científicos han empezado a utilizar imágenes por resonancia magnética (IRM) para monitorizar el estado interno del xilema durante la transpiración, de forma no invasiva. Este método de imagen permite a los científicos visualizar el movimiento del agua en toda la planta. También es capaz de ver en qué fase se encuentra el agua en el xilema, lo que permite visualizar los fenómenos de cavitación. Los científicos pudieron ver que, en el transcurso de 20 horas de luz solar, más de 10 vasos del xilema empezaron a llenarse de partículas de gas y a cavitar. La tecnología de resonancia magnética también permitió ver el proceso por el que estas estructuras del xilema se reparan en la planta. Después de tres horas en la oscuridad se vio que el tejido vascular se reabastecía de agua líquida. Esto fue posible porque en la oscuridad los estomas de la planta se cierran y deja de haber transpiración. Cuando se detiene la transpiración, las burbujas de cavitación son destruidas por la presión generada por las raíces. Estas observaciones sugieren que las imágenes por resonancia magnética son capaces de monitorizar el estado funcional del xilema y permiten a los científicos ver los eventos de cavitación por primera vez.